# Muzizi
Der Muzizi ist ein Zufluss des Albertsees in Uganda.

## Verlauf
Der Fluss entspringt im Westen des Distrikt Mubende, in der Central Region in der Mitte Ugandas. Er verläuft in westnordwestliche Richtung und bildet dabei die Grenze zwischen dem Distrikt Kibaale und den beiden Distrikten Kyenjojo und Kyegegwa. Der Muzizi mündet nach einer Strecke von 120 km in das südlichste Ende des Albertsees.

## Hydrometrie
Die Abflussmenge des Muzizi wurde kurz vor der Mündung über die Jahre 1998 bis 2012 in m³/s gemessen.